# 85.ª Divisão de Infantaria (Alemanha)
A 85ª Divisão de Infantaria (em alemão: 85. Infanterie-Division) foi formada em Fevereiro de 1944 e acabou sendo destruída perto de Aacen no ano de 1945.

## Comandantes
| Comandante                  | Data                                            |
| --------------------------- | ----------------------------------------------- |
| Generalleutnant Curt Chill  | 1 de fevereiro de 1944 - 22 de novembro de 1944 |
| Generalmajor Helmut Bechler | 22 de novembro de 1944 - 15 de março de 1945    |

## Área de Operações
- França (Fevereiro de 1944 - Setembro de 1944
- Países Baixos & Alemanha Ocidental (Setembro de 1944 - Mar 1945

## Serviço de Guerra
| Data          | Corpo               | Exército           | Grupo de Exércitos | Área        |
| ------------- | ------------------- | ------------------ | ------------------ | ----------- |
| Fev 44-Abr 44 | Formando            | 15º Exército       | D                  | Kanalküste  |
| Mai 44-Jul 44 | Reserva             | 15º Exército       | B                  | Kanalküste  |
| Ago 44        | LXXXI               | 5º Exército Panzer | B                  | Normandia   |
| Set 44        | LXXXVIII            | 1. Fsch. Armee     | B                  | Niederlande |
| Out 44-Nov 44 | LXVII               | 15º Exército       | B                  | Aachen      |
| Dez 44        | Reserva             | 15º Exército       | H                  | Aachen      |
| Jan 45        | LXXXI               | 15º Exército       | B                  | Aachen      |
| Fev 45-Mar 45 | LXXIV               | 5º Exército Panzer | B                  | Eifel       |
| Abr 45        | Sessão desconhecida |                    |                    |             |

## Ordem de Batalha
- 1053. Grenadier Regiment
- 1054. Grenadier Regiment
- 185. Artillery Regiment
  - 1. Batalhão
  - 2. Batalhão
  - 3. Batalhão (mot)
- 185. Panzerjäger Battalion
- 185. Signals Battalion
- 185. Pioneer Battalion
- Tropas de Abastecimento